# Nilus Dorsa
Nilus Dorsa és una formació geològica de tipus dorsum a la superfície de Mart, localitzada amb el sistema de coordenades planetocèntriques a 22.99 ° latitud N i 281.46 ° longitud E, que fa 292.9 km de diàmetre. El nom va ser aprovat per la UAI l'any 1985 i fa referència a una característica d'albedo localitzada a 20 ° latitud N i 65 ° de longitud O.